# بطريس ميخائيلوفيتش كراليوك
بطريس ميخائيلوفيتش كراليوك (بالأوكرانية: Кралюк Петро Михайлович)‏ المفكر والكاتب الأوكراني. الدكتور في الفلسفة، الأستاذ ونائب المدير في جامعة أستروزكا أكاداميا. ولد في عام 1958 بالمدينة كيفيرتسي (منطقة فولين، أوكرانيا). له أكثر من 20 كتب في موضوعات الفلسفية والتأريخية والثقافية. ومن مقالاته المشهورة “هل يمكن أن يكون بلاد الروس دولة إسلامية تحت يد الأمير ولاديمير؟ " ومن أهم الاهتماماتة العلمية تأريخ الفكر الأوكراني وحوار بين الشرق والغرب في الثقافة الأوكرانية. ثابت في ابحاثه أن بداية الفكر الأوكراني هي المستعمرات اليونانية التي وجدت في شمال البحر الأسود

## فائزات
عضو اتحاد الوطني الكتوبي الأوكراني، جائز الفائزات الكاتبية في الأوكرانيا وفي الخارج:
- غرانوسلوف - 1992
- أوكرانيا: المصادر الروحية - 2008
- فائز الكواكب الدرة - 2008
- فائز ميكولا غوغول «الفوز» - 2009

## أهم المؤلفات
- السيرة الروحية: ميليطي سموطريتسكي (أوسطروغ 2008);
- الكتاب المقدس بالأسطروغ: سياق الثقافي (أوسطروغ 2010);
- الأوراق غير معلومة في الفكر الأوكراني (لتسك 2007);
- "مصادر الحكمة الأوكرانية: فلسفة المستعمرات اليونانية (كييف 2009);
- الأيام الستة أو تاج ال أمير أسطروغي (كييف 2010).